# Cara Dillon
Cara Elizabeth Dillon (Dungiven, 21 luglio 1975) è una cantautrice britannica.

## Discografia
Album in studio
- 2001 - Cara Dillon
- 2003 - Sweet Liberty
- 2006 - After the Morning
- 2009 - Hill of Thieves
- 2014 - A Thousand Hearts